# Iafa Britz
Iafa Britz (Rio de Janeiro, 29 de agosto de 1971), é uma influente produtora do cinema brasileiro, responsável por sucessos de bilheteria como a trilogia Minha Mãe É uma Peça (2013, 2016 e 2019), recordista de público no cinema nacional e Nosso Lar.
É reconhecida pela liderança da Migdal Filmes. Em cerca de quinze anos de atuação à frente da produtora, suas produções somaram mais de 50 milhões de espectadores nas salas de cinema brasileiras. Outras obras de maior destaque são o drama Casa Grande, o documentário Cássia Eller e o premiado O Homem Que Engarrafava Nuvens.

## Biografia
Nascida no Rio de Janeiro em 29 de agosto de 1971, Iafa Britz começou a carreira de forma inusitada: após estudar Informática e trabalhar no setor financeiro, iniciou sua trajetória no audiovisual ao participar de um curso de direção e produção de vídeo. Seu primeiro passo na indústria cinematográfica foi como assistente de produção no Rio Cine.
Em 1998, fundou, ao lado de Walkíria Barbosa, Vilma Lustosa e Marcos Didonet, a Total Filmes, responsável por êxitos como Avassaladoras e Sexo, Amor e Traição, contribuições importantes para a consolidação do cinema brasileiro. Mais tarde, em 2009, criou a Migdal Filmes, no Rio de Janeiro, onde produziu trabalhos como Nosso Lar e a franquia Minha Mãe É uma Peça, protagonizada por Paulo Gustavo, que arrecadou mais de R$ 100 milhões em bilheteria e se tornou um fenômeno do cinema brasileiro.
Ao longo de sua trajetória, Iafa Britz colaborou com nomes de destaque do cinema nacional e também atuou na curadoria de projetos audiovisuais. É autora do livro Film Business: o Negócio do Cinema, que apresenta um panorama do mercado audiovisual. Em 2010, foi indicada ao prêmio “Faz Diferença”, na categoria Cinema, pelo jornal O Globo.
Em sua filmografia mais recente pela Migdal Filmes, destacam-se produções como As Polacas, Carlinhos e Carlão, Linda de Morrer, La Situación, Amarração do Amor, Irmã Dulce, Casa Grande, Cássia Eller (documentário) e M8 - Quando a Morte Socorre a Vida, bem como as séries As Canalhas (GNT), 220 Volts (Multishow) e Matches (Warner Channel).
Britz também é psicóloga formada pela PUC-Rio.

## Filmografia

### Cinema
| Ano  | Filme                              | Diretor(a)                  | Função                 |
| ---- | ---------------------------------- | --------------------------- | ---------------------- |
| 2024 | As Polacas                         | João Jardim                 | Produtora              |
| 2024 | Nosso Lar 2: Os Mensageiros        | Wagner de Assis             | Produtora              |
| 2023 | La Situación                       | Tomás Portella              | Produtora              |
| 2021 | Amarração do Amor                  | Caroline Fioratti           | Produtora              |
| 2020 | Carlinhos e Carlão                 | Pedro Amorim                | Produtora              |
| 2020 | M8 - Quando a Morte Socorre a Vida | Jeferson De                 | Produtora              |
| 2019 | Minha Mãe É uma Peça 3             | Susana Garcia               | Produtora              |
| 2018 | Intimidade entre Estranhos         | José Alvarenga Júnior       | Produtora              |
| 2017 | Duas de Mim                        | Cininha de Paula            | Produtora              |
| 2016 | Minha Mãe É uma Peça 2             | César Rodrigues             | Produtora              |
| 2016 | Mundo Cão (2016)                   | Marcos Jorge                | Produtora              |
| 2015 | Linda de Morrer                    | Cris D'Amato                | Produtora              |
| 2015 | Cássia Eller (documentário)        | Paulo Fontenelle            | Produtora              |
| 2015 | Casa Grande (filme)                | Fellipe Gamarano Barbosa    | Produtora              |
| 2014 | Irmã Dulce (filme)                 | Vicente Amorim              | Produtora              |
| 2013 | Minha Mãe É uma Peça               | André Pellenz               | Produtora              |
| 2012 | Totalmente Inocentes               | Rodrigo Bittencourt         | Produtora              |
| 2012 | 31 Minutos, o Filme                | Álvaro Díaz e Pedro Peirano | Produtora              |
| 2010 | Nosso Lar (filme)                  | Wagner de Assis             | Produtora              |
| 2010 | High School Musical: O Desafio     | César Rodrigues             | Produtora              |
| 2009 | O Homem Que Engarrafava Nuvens     | Lírio Ferreira              | Produtora              |
| 2009 | Divã (filme)                       | José Alvarenga Júnior       | Produtora              |
| 2009 | Se Eu Fosse Você 2                 | Daniel Filho                | Produtora              |
| 2008 | Mais Uma História no Rio           | Raul Guterres               | Produtora              |
| 2008 | A Guerra dos Rocha                 | Jorge Fernando              | Produtora              |
| 2008 | Sexo com Amor?                     | Wolf Maya                   | Produtora              |
| 2007 | Primo Basílio                      | Daniel Filho                | Produtora              |
| 2006 | Muito Gelo e Dois Dedos d'Água     | Daniel Filho                | Produtora              |
| 2006 | Se Eu Fosse Você                   | Daniel Filho                | Produtora e roteirista |
| 2005 | Mais uma Vez Amor                  | Rosane Svartman             | Produtora              |
| 2004 | Sexo, Amor e Traição               | Jorge Fernando              | Produtora              |
| 2003 | Viva Sapato!                       | Luiz Carlos Lacerda         | Produtora              |
| 2002 | Avassaladoras                      | Mara Mourão                 | Produtora              |
| 2002 | Rua Alguém 5555: Meu Pai           | Egidio Eronico              | Produtora              |
| 2001 | Um Crime Nobre                     | Walter Lima Jr.             | Produtora              |
| 2001 | Corazones rotos                    | Rafael Montero              | Produtora              |
| 2000 | Garota do Rio                      | Christopher Monger          | Produtora              |
| 1997 | Burro-sem-rabo                     | Sérgio Bloch                | Produtora              |
| 1996 | Pão de Açúcar                      | João Emanuel Carneiro       | Produtora              |

### Televisão
| Ano         | Série                          | Canal          | Função    |
| ----------- | ------------------------------ | -------------- | --------- |
| 2020 - 2024 | Matches (série)                | Warner Channel | Produtora |
| 2013 - 2015 | As Canalhas                    | GNT            | Produtora |
| 2012 - 2015 | Música.Doc                     | MTV (Brasil)   | Produtora |
| 2012        | O Fantástico Mundo de Gregório | Multishow      | Produtora |
| 2011 - 2013 | 220 Volts (série de televisão) | Multishow      | Produtora |

### Roteirista
| Ano  | Filme/Série                        | Diretor(a)                    | Função                    |
| ---- | ---------------------------------- | ----------------------------- | ------------------------- |
| 2025 | (Des)Controle                      | Rosane Svartman e Carol Minêm | Argumento                 |
| 2018 | M8 - Quando a Morte Socorre a Vida | Jeferson De                   | Colaboração com o roteiro |
| 2006 | Se Eu Fosse Você                   | Daniel Filho                  | Roteirista                |